# Centro Nacional de Inteligencia (México)
El Centro Nacional de Inteligencia (CNI) es una agencia de inteligencia al servicio del gobierno de México; siendo un órgano desconcentrado de la Administración Pública Federal, está adscrito a la Secretaría de Seguridad y Protección Ciudadana. Su objetivo es recopilar, generar y almacenar información de inteligencia estratégica, táctica y operativa que permita preservar la integridad, estabilidad y permanencia del Estado Mexicano.
Entre las responsabilidades del Centro está la de proponer medidas de prevención, disuasión, contención y desactivación de riesgos y amenazas, que pretendan vulnerar el territorio, la soberanía, las instituciones nacionales, la gobernabilidad democrática o el Estado de Derecho; la obtención de información especializada que tiene como propósito aportar insumos a los procesos de toma de decisiones relacionados con el diseño y ejecución de la estrategia, las políticas y las acciones en materia de Seguridad Nacional; y operar el «Sistema Nacional de Investigación e Inteligencia en Materia de Seguridad Pública».
Formalmente, el CNI sustituye al Centro de Investigación y Seguridad Nacional (CISEN) con el inicio de la administración del presidente Andrés Manuel López Obrador en diciembre de 2018. Durante su campaña, López Obrador criticó fuertemente al CISEN por su arraigada práctica de investigar a los disidentes políticos de la administración en turno y, en general, a los individuos que se consideraban un riesgo para estas. Sin embargo, la transformación del CISEN en el CNI se ha tratado predominantemente de un cambio de imagen, manteniendo el CNI las facultades, estructura y personal del Cisen. Una notable excepción de esto es la modificación estructural que sufrió al pasar al control de la renovada Secretaría de Seguridad, en vez de la Secretaría de Gobernación.

## Historia

### Origen
El Centro Nacional de Inteligencia se creó el 30 de noviembre de 2018, en sustitución del Centro de Investigación y Seguridad Nacional, al entrar en vigor las reformas a la Ley Orgánica de la Administración Pública Federal; que desapareció a su antecesor a propuesta del presidente Andrés Manuel López Obrador, asumió las funciones del mismo, pero ahora bajo la supervisión de la Secretaría de Seguridad y Protección Ciudadana, y conservando las funciones que se establecen en la Ley de Seguridad Nacional.

### Antecedentes
- 1918: Venustiano Carranza crea en SEGOB la "Sección Primera", para identificar a sus oponentes en la transición de la revolución armada al establecimiento de las instituciones de Estado, así como para investigar y anticipar sus acciones.
- 1929: Se redenomina como "Departamento Confidencial", con una subdivisión funcional entre el seguimiento de información política y una "policía administrativa".
- 1938: Se redenomina como "Oficina de Información Política".
- 1942: Como "Departamento de Investigación Política y Social", amplió sus funciones, de la inteligencia interna, al seguimiento de la Segunda Guerra Mundial, dada la entrada de México al conflicto.
- 1947: Fundada nuevamente como "Dirección Federal de Seguridad" (DFS).
- 1967: El DIPS (1942) se transforma en la Dirección General de Investigaciones Políticas y Sociales (DGIPS).
- 1985: Se crea la Dirección General de Investigación y Seguridad Nacional (DGISN), que fusiona las labores de la DGIPS y la DFS.
- 1989: Se renombra como Centro de Investigación y Seguridad Nacional.[11][12]
- 2018: Se crea el Centro Nacional de Inteligencia en sustitución del Centro de Investigación y Seguridad Nacional.

## Misión y funciones
Sus facultades y responsabilidades están sustentadas en el artículo 19 de la Ley de seguridad nacional.

- I. Operar tareas de inteligencia como parte del sistema de seguridad nacional que contribuyan a preservar la integridad, estabilidad y permanencia del Estado Mexicano, a dar sustento a la gobernabilidad y a fortalecer el Estado de Derecho;
- II. Procesar la información que generen sus operaciones, determinar su tendencia, valor, significado e interpretación específica y formular las conclusiones que se deriven de las evaluaciones correspondientes, con el propósito de salvaguardar la seguridad del país;
- III. Preparar estudios de carácter político, económico, social y demás que se relacionen con sus atribuciones, así como aquellos que sean necesarios para alertar sobre los riesgos y amenazas a la Seguridad Nacional;
- IV. Elaborar los lineamientos generales del plan estratégico y la Agenda Nacional de Riesgos;
- V. Proponer medidas de prevención, disuasión, contención y desactivación de riesgos y amenazas que pretendan vulnerar el territorio, la soberanía, las instituciones nacionales, la gobernabilidad democrática o el Estado de Derecho;
- VI. Establecer cooperación interinstitucional con las diversas dependencias de la Administración Pública Federal, autoridades federales, de las entidades federativas y municipales o delegacionales, en estricto apego a sus respectivos ámbitos de competencia con la finalidad de coadyuvar en la preservación de la integridad, estabilidad y permanencia del Estado Mexicano;
- VII. Proponer al Consejo el establecimiento de sistemas de cooperación internacional, con el objeto de identificar posibles riesgos y amenazas a la soberanía y seguridad nacionales;
- VIII. Adquirir, administrar y desarrollar tecnología especializada para la investigación y difusión confiable de las comunicaciones del Gobierno Federal en materia de Seguridad Nacional, así como para la protección de esas comunicaciones y de la información que posea;
- IX. Operar la tecnología de comunicaciones especializadas, en cumplimiento de las atribuciones que tiene encomendadas o en apoyo de las instancias de gobierno que le solicite el Consejo;
- X. Prestar auxilio técnico a cualquiera de las instancias de gobierno representadas en el Consejo, conforme a los acuerdos que se adopten en su seno, y
- XI. Las demás que le confieran otras disposiciones jurídicas aplicables o le señale, en el ámbito de su competencia, el Consejo o el Secretario Ejecutivo.

## Directores
De 1989 a 2018, el Cisen fue dirigido por doce directores. Audomaro Martínez Zapata, es el primer director del organismos bajo su denominación Centro Nacional de Inteligencia (CNI).
| Directores                                                       | Periodo     |
| ---------------------------------------------------------------- | ----------- |
| Jorge Carrillo Olea                                              | 1989 - 1990 |
| Fernando del Villar Moreno                                       | 1990 - 1993 |
| Eduardo Pontones Chico                                           | 1993 - 1994 |
| Jorge Tello Peón                                                 | 1994 - 1999 |
| Alejandro Alegre Rabiela                                         | 1999 - 2000 |
| Eduardo Medina Mora                                              | 2000 - 2005 |
| Jaime Domingo López Buitrón                                      | 2005 - 2006 |
| Guillermo Valdés Castellanos                                     | 2006 - 2011 |
| Alejandro Poiré Romero                                           | 2011        |
| Jaime Domingo López Buitrón                                      | 2011 - 2012 |
| Eugenio Ímaz Gispert                                             | 2012 - 2018 |
| Alberto Bazbaz Sacal                                             | 2018        |
| Audomaro Martínez Zapata*                                        | 2018 - 2024 |
| Francisco Almazán Barocio*                                       | 2024 -      |
| *Como director general de Centro Nacional de Inteligencia (CNI). |             |